# Gianni Riso
Gianni Riso (Roma, 31 agosto 1952) è un disc jockey e cantante italiano, uno dei primi conduttori delle emittenti radiofoniche private.

## Biografia
Inizia la sua attività lavorativa a soli dodici anni, nel programma Attenti al ritmo del 1964 condotto da Mike Bongiorno. In seguito, per qualche tempo, intraprende l'attività di musicista, suonando nel gruppo beat che accompagna Gidiuli, i «Gidiuli & The Douglas Group».
A 22 anni si trasferisce a Montréal, in Canada, dove lavora per l'emittente Cfmb. Dopo tre anni, nel 1977, torna in Italia e, con l'avvento delle prime radio private, inizia a trasmettere a Radio Studio 105, dove lavorerà per ventidue anni, conducendo il programma Più di qua che di là che verrà ribattezzato Gianni Riso Show. Trasmetterà anche in altre emittenti radiofoniche, tra le quali Radio Rai. Alla fine degli anni settanta inoltre conduce un programma musicale in televisione su Telealtomilanese.
Nel 1980 affianca agli impegni radiofonici e televisivi quello di cantante, pubblicando il singolo Disco Shy con l'etichetta Goodymusic di Jacques Fred Petrus. Il disco viene realizzato con Mauro Malavasi, da poco reduce dal grande successo internazionale di The Glow of Love dei Change. Sul lato B del disco, realizza su una versione strumentale del brano, uno dei primi rap in lingua italiana intitolato Bo?.
L'anno successivo, cogliendo la tendenza musicale del momento, pubblica un brano di genere ska dal tono ironico, intitolato Fumo per dimenticare, che, così come il precedente, diviene un successo radiofonico.
Nel 1984, conduce, sul network televisivo Rete 4, nella fascia oraria del dopopranzo, Pronto Video una trasmissione di videoclip. Cosa insolita per quel periodo, dedica una puntata interamente all'hard rock, in cui presenta, tra gli altri gruppi, The Storm, dimostrando una solida cultura anche in quel settore.
Nel 1993 ritorna in televisione su Antenna 3 Lombardia conducendo E vissero felici assieme a Fabrizia Carminati. Nel 1999 si trasferisce sull'emittente RTL 102.5, dove conduce Attenti a noi tre in coppia con Grant Benson, prima di essere inviato nel 2001 a New York.
Nel giugno 2005 ritorna a lavorare a Radio 101, appena acquisita dalla Mondadori. Conduce dalle 8 alle 10 la seconda parte di La carica di 101, morning show le cui due ore iniziali restano a Paolo Cavallone e Sergio Sironi, la coppia che da anni apre i programmi del network. Sempre su Radio 101 nel 2006 conduce Quello che la notte, in onda tutte le sere dal lunedì al venerdì da mezzanotte alle due.
Il 29 agosto 2007, nel giorno del suo cinquantacinquesimo compleanno, dà vita al suo blog. E sempre dal web continua a parlare ai suoi ascoltatori attraverso Radio SNJ, web radio dove conduce, dal lunedì al venerdì dalle 15.00 alle 17.00, il programma CYA!. Dal 22 aprile 2013, Gianni Riso riprende a trasmettere via etere dagli studi milanesi della radio veneta Bellla & Monella, conducendo dalle 7 alle 10 del mattino il programma La globarisazione.
Nel 2015 torna su RTL 102.5 nel palinsesto estivo per poi passare sulla neonata creatura (di Suraci) Radio Zeta all'inizio del 2016 conducendo il programma in fascia mattutina La Sveglia di Zeta. Ha condotto il programma radiofonico"Notturno Zeta", che conduceva dalle ore 3:00 alle 6:00. Per poi tornare a condurre il programma "La sveglia di Zeta", in onda dal lunedì al venerdì dalle 6:00 alle 9:00. e collaborare con il canale Dab Rtl 102.5 Best.  
Nel 2023 termina definitivamente la collaborazione con il gruppo di Suraci, per poi fondare, nel 2024 una sua radio web: Radio Gianni Riso

## Discografia

### Singoli
- 1980 - Disco Shy
- 1981 - Fumo per dimenticare